# Conel Hugh O'Donel Alexander
Pour les articles homonymes, voir Alexander.
Conel Hugh O'Donel Alexander (né le 19 avril 1909 à Cork ; mort le 15 février 1974 à Londres) est un cryptanalyste et un joueur d'échecs britannique né en Irlande. Alexander signait ses livres C. H. O'D. Alexander et se faisait appeler Hugh Alexander.
Pendant la Seconde Guerre mondiale, Alexander participa à la cryptanalyse d'Enigma à Bletchley Park. Après la guerre, il fut pendant vingt ans le chef de la section H (cryptanalyse) du GCHQ. Champion d'échecs de Grande-Bretagne à deux reprises (en 1938 et 1956), il remporta le tournoi de Hastings en 1946-1947 et en 1953-1954, ex æquo avec David Bronstein. Alexander reçut le titre de maître international du jeu d'échecs en 1950 et, en 1970, celui de maître international du jeu d'échecs par correspondance.

## Biographie
Hughes Alexander est né en Irlande, fils aîné de Connell William Long Alexander, professeur d'ingénierie à l'Université de Cork et de Barbara Bennett. Son père meurt en 1920 et la famille déménage à Birmingham en Angleterre où Hugues remporte une bourse pour étudier les mathématiques au King's College de Cambridge, puis se rend à l'Université de Cambridge en 1928 où il obtient son premier diplôme en 1931.
À partir de 1932, Alexander a enseigné les mathématiques à Winchester où il épouse Enid Constance Crichton en décembre 1934.
En 1938, il prend sa retraite de l'enseignement des mathématiques et commence à mener des recherches en collaboration avec John Lewis.
En 1939, dès qu'il apprend l'invasion de la Pologne par les Nazis, alors qu'il participe aux Olympiades d'échecs en Argentine, il s'embarque avec Stuart Milner-Barry et Harry Golombek à bord du paquebot Alcantara pour Southampton afin d'arriver en Angleterre deux semaines plus tard.
Pendant la Seconde Guerre mondiale, Alexander travailla ainsi pour le Foreign Office au projet de décryptage des messages allemands Enigma.
Il fut nommé officier de l'OBE pour ses services à Bletchley Park.
Après la guerre, Hugh Alexander continua son travail pour le Foreign Office et dirigea à partir de 1949 le service H du GCHQ et reçut le grade de Commander of the Order of the British Empire (CBE) et de compagnon de l'Ordre de Saint-Michel et Saint-Georges (CMG) pour ses travaux.

## Carrière aux échecs
Hugh Alexander disputa ses premiers tournois à Birmingham. Il remporta le championnat junior de Grande-Bretagne en 1926. Il participa régulièrement au tournoi de Noël de Hastings. Il finit deuxième de la section A en 1926-1927, premier de la section A des réserves en 1927-1928, et premier du tournoi Major B en 1928-1929. Il termina deuxième (+4 =5) derrière Samuel Reshevsky, ex æquo avec Paul Keres, devant Fine et Flohr, au tournoi premier de Hastings en 1937-1938.
En 1932, Alexander fut deuxième du tournoi de pâques à Cambridge, ex æquo avec Van den Bosch, et deuxième du championnat de Grande-Bretagne, à chaque fois derrière Mir Sultan Khan.
En 1938, Alexander remporta le championnat national britannique à Brighton.
Pendant la guerre, il ne participa à aucune compétition.
En 1946, il fit match nul avec Mikhaïl Botvinnik (1 à 1) lors du match radio Angleterre - URSS.
En 1946-1947, il remporta le tournoi Premier de Hastings. En 1947, il termina cinquième du tournoi zonal d'Hilversum. En 1953, il partagea la première place du tournoi de Hastings avec David Bronstein. Il battit Bronstein après plusieurs ajournements au terme d'une partie qui dura cent vingt coups. Il remporta un deuxième championnat britannique en 1956.
Dans les années 1960, Alexander pratiqua le jeu d'échecs par correspondance et obtint le titre de maître international en 1970.

## Compétitions par équipe
Alexander représenta l'Angleterre à six reprises aux olympiades d'échecs :
- remplaçant à Folkestone en 1933, il remporta la médaille de bronze individuelle ;
- troisième échiquier à Varsovie en 1935 ;
- deuxième échiquier à Stockholm en 1937 ;
- premier échiquier en 1939 (à Buenos Aires), 1954 (à Amsterdam) et 1958 (à Munich).

Dans les années 1950, du fait de ses responsabilités au Foreign Office, Alexander ne fut pas autorisé participer à l'olympiade de 1956 à Moscou ni à l'olympiade de 1960 à Leipzig, qui avaient lieu dans l'Europe de l'Est.
Il participa à trois reprises à la coupe Clare Benedict (au premier échiquier anglais en 1955 et 1960 et au deuxième échiquier en 1962), remportant la médaille d'argent par équipe en 1960 et la médaille de bronze par équipe en 1962.

## Une partie
Conel Hugh O'Donel Alexander - Daniel Yanofsky, Hastings, 1946-47
1. e4 e6 2. d4 d5 3. Cc3 Cf6 4. Fg5 Fe7 5. e5 Cfd7 6. h4 a6 7. Dg4 f5 8. Dg3 c5 9. Fe3 0-0 10. Cge2 Db6 11. 0-0-0 Tf7 12. Cf4 Cf8 13. Fe2 Cc6 14. Fh5 g6 15. Cxg6! hxg6 16. Fxg6 Cxg6 17. h5 f4 18. Fxf4 cxd4? (18...Dd8) 19. hxg6 dxc3 20. gxf7+? (20. Th8+!) 20...Rxf7 21. Dxc3 Re8 22. Th8+ Rd7 23. Txd5+! Rc7 24. Td1 Dxf2 25. Fe3 Df5 26. g4 Dg6 27. Fc5 Dg5+ 28. De3 b5 29. Fb6+ Rb8 30. Rb1 Dg7 31. Td7! Fc5 32. Fc7+ Rb7 33. Dxc5 1-0.

## Publications
- 1949 : Alekhine's Best Games of Chess, 1938–1945 ; rééd. Bell, 1966
- 1972 :  Fischer-Spassky : Reykjavik 1972 - Le récit complet du sommet des échecs avec les biographies des champions, une étude sur leurs premières parties et une analyse de tous les matches de Reykjavik, Solar, 1972, trad. Renaud Bombard
- 1973 : The Penguin Book of Chess Positions
- 1973 (avec Derek Birdsall) : A Book of Chess
- 1974 : Alexander on Chess